# 下伊那郡

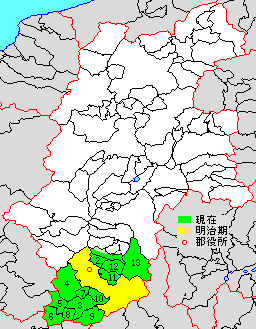
長野県下伊那郡の範囲（1.松川町 2.高森町 3.阿南町 4.阿智村 5.平谷村 6.根羽村 7.下條村 8.売木村 9.天龍村 10.泰阜村 11.喬木村 12.豊丘村 13.大鹿村 薄緑：後に他郡から編入した区域）

下伊那郡（しもいなぐん）は、長野県の郡。全国最多となる13町村で構成されている。
人口53,873人、面積1,270.25km²、人口密度42.4人/km²。（2025年2月1日、推計人口）
以下の3町10村を含む。
- 松川町（まつかわまち）
- 高森町（たかもりまち）
- 阿南町（あなんちょう）
- 阿智村（あちむら）
- 平谷村（ひらやむら）
- 根羽村（ねばむら）
- 下條村（しもじょうむら）
- 売木村（うるぎむら）
- 天龍村（てんりゅうむら）
- 泰阜村（やすおかむら）
- 喬木村（たかぎむら）
- 豊丘村（とよおかむら）
- 大鹿村（おおしかむら）

## 郡域
1879年（明治12年）に行政区画として発足した当時の郡域は、上記3町10村に飯田市を加え、松川町の一部（上片桐）を除いた区域にあたる。

## 歴史

### 郡発足までの沿革
- 「旧高旧領取調帳」に記載されている、信濃国伊那郡のうち後の本郡域の明治初年時点での支配は以下の通り。●は村内に寺社領が、○は寺社除地[注 1]が存在。（1町175村）

| 知行         | 知行                               | 村数 | 村名 |
| ------------ | ---------------------------------- | ---- | --- |
| 幕府領       | 幕府領（飯島代官所）               | 30村 | 名子村、浪合村、月瀬村、○根羽村、平谷村、●上中関村、長沼松島村、福島村（現・天龍村）、坂部村、備中原村、吉岡村、菅野村、仁王関村、和合村、帯川村、日吉村、売木村、上村、●木沢村、●和田村、八重河内村、●満島村、鶯巣村、林村、富田村、○向関村、向方村、大鹿倉村、小野川村、●昼神村 |
| 幕府領       | 幕府領（千村平右衛門預地）         | 5村  | 大河原村、鹿塩村、清内路村、○加々須村、○南山村 |
| 幕府領       | 旗本領                             | 13村 | ●立石村、小松原村、大久保村、○梅田村、○鴨目村、合原村、河内村、北又村、粒良脇村、大島村（第1次）、恩沢村、栗矢村、大平村 |
| 幕府領       | 旗本領（伊那衆）                   | 9村  | ●阿島村、田村村、河野村、●南原村、山吹村、北駒場村、北駒場村新田、上平村、竜口村 |
| 幕府領       | 幕府領（千村平右衛門預地）・旗本領 | 1村  | ○小川村 |
| 藩領         | 陸奥白河藩                         | 47村 | 柏原村山分、●法全寺村、安戸村、唐笠村、金野村、雲毋村、田力村、荻坪村、米峰村、芋平村、○野池村、大屋敷村、尾林村、大郡村、●宮沢村、石林村、怒田村、左京村、毛呂窪村、平島田村、鍬不取村、平野村、田野口村、柿野村、明島村、門島村、打沢村、黒見村、高町村、米川村、稲伏戸村、万場村、部奈村、峠分、福与村、長峰柄山分、中山分、尾科村、○今田村、下村、●○中関村、出原村、吉田村、上市田村、●大島山村、●○下市田村、大野分 |
| 藩領         | 美濃高須藩                         | 40村 | ○上新井村、古町村、供野村、伊久間村、●柏原村、○知久平村、●久米村、竹佐村、下川路村、下瀬村、阿知原村、親田村、入野村、●鎮西野村、下新井村、雲雀沢村、●粟野村、新木田村、川田村、神子野谷村、中谷御供村、大森平石村、大平大那木村、●深見村、千木村、小野村、平久大窪村、和知野村、●浅野村、鷲巣村、門原村、小中尾村、田上吉田村、井戸村、早稲田村、●新野村、古城村、柿野沢村、福島村（現・豊丘村）、壬生沢村             |
| 藩領         | 信濃飯田藩                         | 23村 | ○上黒田村、●○座光寺村、○下黒田村、●○飯沼村、○別府村、南条村（第1次）、●○上飯田村、山村、柿木島村、○名古熊村、一色村、北方村、○大瀬木村、上殿岡村、○下殿岡村、●島田村、毛賀村、駄科村、長野原村、桐林村、○時又村、●上川路村、三日市場村 |
| 藩領         | 高須藩・飯田藩                     | 1村  | ●中村 |
| 藩領         | 白河藩・飯田藩                     | 1村  | 牛牧村 |
| 幕府領・藩領 | 幕府領（飯島代官所）・白河藩       | 1村  | ●駒場村 |
| 幕府領・藩領 | 幕府領（飯島代官所）・高須藩       | 1村  | 山田河内村 |
| 幕府領・藩領 | 旗本領（伊那衆）・高須藩           | 3村  | 虎岩村、○伊豆木村、●山本村 |
| その他       | 寺社除地                           | 1町  | 飯田城下 |

- 慶応2年6月19日（1866年7月30日） - 白河藩が棚倉藩に転封。
- 慶応4年
  - 2月1日（1868年2月23日） - 棚倉藩が白河藩に転封（実行されず）。
  - 2月17日（1868年3月10日） - 幕府領が名古屋藩の管轄となる。
  - 8月2日（1868年9月17日） - 飯島代官所に伊那県を設置。
- 明治元年
  - 10月4日（1868年11月17日） - 幕府領の一部（飯島代官所）が伊那県の管轄となる。
  - 12月15日（1869年1月17日） - 白河藩が戊辰戦争後の処分により減封。国内の領地は伊那県の管轄となる。
- 明治2年
  - このころ旗本領が伊那県の管轄となる。
  - 9月 - 幕府領（千村氏預地・知久氏預地）が伊那県の管轄となる。
- 明治3年12月23日（1871年2月12日） - 高須藩が廃藩。領地は名古屋藩の管轄となる。
- 明治4年
  - 7月14日（1871年8月29日） - 廃藩置県により藩領が飯田県、名古屋県の管轄となる。
  - 11月20日（1871年12月31日） - 第1次府県統合により全域が筑摩県の管轄となる。
- 明治5年（1872年） - 柿木島村の一部が山村、残部が島田村にそれぞれ合併。（1町174村）
- 明治8年（1875年） - 下記の町村の統合が行われる。カッコ内は統合時期。特記以外は1月23日。（1町31村）

- 飯田町 ← 飯田城下20町（7月29日）
- 里見村 ← 名子村、山吹村、北駒場村、北駒場村新田、上平村、竜口村、上新井村、古町村
- 市田村 ← 出原村、吉田村、下市田村、大島山村、上市田村、牛牧村
- 上郷村 ← 上黒田村、座光寺村、下黒田村、飯沼村、別府村、南条村（第1次）
- 鼎村 ← 山村、名古熊村、一色村
- 松尾村 ← 島田村、毛賀村
- 信夫村 ← 下川路村、駄科村、長野原村、桐林村、時又村、上川路村
- 三綱村 ← 立石村、下瀬村、伊豆木村
- 伊賀良村 ← 北方村、大瀬木村、上殿岡村、下殿岡村、三日市場村、中村（1月12日）
- 阿知村 ← 上中関村、小野川村、昼神村、中関村、駒場村、大野分
- 米川村 ← 清内路村、久米村、竹佐村、山本村（7月29日）
- 伍和村 ← 備中原村、向関村、大鹿倉村、河内村、栗矢村
- 平波村 ← 浪合村、平谷村（明治8年7月29日）
- 睦沢村 ← 小松原村、大久保村、粒良脇村、阿知原村、親田村、山田河内村［一部を除く］
- 陽皐村 ← 吉岡村、菅野村、仁王関村、合原村、北又村、入野村、鎮西野村、下新井村、山田河内村［一部］
- 富草村 ← 梅田村、鴨目村、大島村（第1次）、恩沢村、大平村、雲雀沢村、粟野村、新木田村、浅野村、鷲巣村、門原村、古城村（1月12日）
- 大下条村 ← 川田村、神子野谷村、中谷御供村、大森平石村、大平大那木村、深見村、千木村、小野村、平久大窪村、和知野村、小中尾村、田上吉田村、井戸村、早稲田村（1月12日）
- 旦開村 ← 和合村、帯川村、日吉村、売木村、新野村（1月12日）
- 神原村 ← 長沼松島村、福島村（現・天龍村）、坂部村、向方村（1月12日）
- 平岡村 ← 満島村、鶯巣村（1月12日）
- 泰阜村 ← 南山村、唐笠村、金野村、怒田村、左京村、平島田村、鍬不取村、平野村、田野口村、柿野村、明島村、門島村、打沢村、黒見村、高町村、稲伏戸村、万場村
- 千代村 ← 法全寺村、米川村、田力村、荻坪村、芋平村、野池村（1月12日）
- 千栄村 ← 米峰村［一部］、大郡村、毛呂窪村、下村
- 竜江村 ← 安戸村、雲毋村、米峰村［一部］、大屋敷村、尾林村、宮沢村、石林村、尾科村、今田村
- 久堅村 ← 南原村、柏原村山分、柏原村、知久平村、柿野沢村、虎岩村（1月12日）
- 喬木村 ← 富田村、加々須村、阿島村、小川村、伊久間村
- 神稲村 ← 林村、田村村、供野村
- 生田村 ← 河野村、部奈村、峠分、福与村、長峰柄山分、中山分
- 大鹿村 ← 大河原村、鹿塩村
- 遠山村 ← 上村、木沢村、和田村、八重河内村（7月29日）
- 月瀬村が根羽村に合併。（1月12日）
- 福島村（現・豊丘村）・壬生沢村が供野村に合併。

- 明治9年（1876年）8月21日 - 第2次府県統合により長野県の管轄となる。

### 郡発足以降の沿革
- 明治12年（1879年）
  - 1月4日 - 郡区町村編制法の長野県での施行により、伊那郡のうち1町31村の区域に行政区画としての下伊那郡が発足。郡役所を飯田町に設置。
  - 2月13日 - 米川村が分割して清内路村・久米村・竹佐村・山本村となる。（1町34村）
- 明治14年（1881年）（1町68村）
  - 4月14日 - 遠山村の一部が分立して上村となる。
  - 7月25日 - 信夫村が分割して下川路村・駄科村・長野原村・桐林村・時又村・上川路村となる。
  - 8月2日 - 市田村が分割して出原村・吉田村・下市田村・大島山村・上市田村・牛牧村となる。
  - 8月12日
    - 阿知村が分割して駒場村[注 11]・春日村[注 12]・智里村[注 13]となる。
    - 三綱村が分割して立石村・下瀬村・伊豆木村となる。
    - 松尾村の一部が分立して毛賀村となる。
    - 伊賀良村が分割して北方村・大瀬木村・上殿岡村・下殿岡村・三日市場村・中村となる。

  - 8月 - 鼎村の一部が分立して稲井村となる[注 14]。
  - 9月2日
    - 上郷村が分割して黒田村[注 15]・座光寺村・飯沼村[注 16]・別府村となる。
    - 旦開村の一部が分立して和合村[注 17]・売木村となる。

  - 9月9日
    - 里見村が分割して元大島村[注 19]・大島村（第2次）[注 21]・山吹村[注 22]となる。
    - 久堅村が分割して上久堅村[注 23]・下久堅村となる。
    - 大下条村が分割して東条村[注 24]・西条村[注 25]・南条村（第2次）[注 26]・北条村[注 27]となる。

  - 11月9日 - 生田村の一部が分立して河野村となる。
- 明治15年（1882年）
  - 2月16日 - 遠山村が分割して木沢村・和田村・八重河内村となる。（1町70村）
  - 4月15日 - 大鹿村が分割して大河原村・鹿塩村となる。（1町71村）
  - 9月7日 - 和田村の一部が分立して南和田村となる。（1町72村）
- 明治16年（1883年）
  - 2月14日 - 竹佐村の一部が分立して箱川村となる。（1町73村）
  - 11月10日 - 神原村の一部が分立して長島村となる[注 28]。（1町74村）
- 明治17年（1884年）
  - 2月9日 - 平波村が分割して浪合村・平谷村となる。（1町75村）
  - 5月19日 - 上久堅村の一部が分立して虎岩村となる。（1町76村）

### 町村制以降の沿革

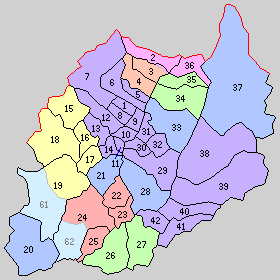
1.飯田町 2.大島村 3.山吹村 4.市田村 5.座光寺村 6.上郷村 7.上飯田村 8.鼎村 9.松尾村 10.竜丘村 11.下川路村 12.伊賀良村 13.山本村 14.三穂村 15.清内路村 16.会地村 17.伍和村 18.智里村 19.波合村 20.根羽村 21.下條村 22.富草村 23.大下条村 24.豊村 25.旦開村 26.神原村 27.平岡村 28.泰阜村 29.千代村 30.竜江村 31.下久堅村 32.上久堅村 33.喬木村 34.神稲村 35.河野村 36.生田村 37.大鹿村 38.上村 39.木沢村 40.和田村 41.八重河内村 42.南和田村（紫：飯田市 桃：松川町 橙：高森町 赤：阿南町 黄：阿智村 下緑：天龍村 上緑：豊丘村 青：合併なし 水色：分立して現存する町村 61.平谷村 62.売木村）

- 明治22年（1889年）4月1日 - 町村制の施行により、以下の町村が発足。（1町41村）
  - 飯田町 ← 飯田町、上飯田村[注 29]（現・飯田市）
  - 大島村 ← 大島村（第2次）、元大島村（現・松川町）
  - 山吹村（単独村制。現・高森町）
  - 市田村 ← 上市田村、下市田村、吉田村、牛牧村、出原村、大島山村（現・高森町）
  - 座光寺村（単独村制。現・飯田市）
  - 上郷村 ← 飯沼村、別府村、黒田村（現・飯田市）
  - 上飯田村（飯田町となった区域を除き単独村制。現・飯田市）
  - 鼎村 ← 鼎村、稲井村（現・飯田市）
  - 松尾村 ← 松尾村、毛賀村（現・飯田市）
  - 竜丘村 ← 駄科村、桐林村、時又村、長野原村、上川路村（現・飯田市）
  - 下川路村（単独村制。現・飯田市）
  - 伊賀良村 ← 大瀬木村、北方村、上殿岡村、下殿岡村、三日市場村、中村（現・飯田市）
  - 山本村 ← 山本村、竹佐村、久米村、箱川村（現・飯田市）
  - 三穂村 ← 伊豆木村、下瀬村、立石村（現・飯田市）
  - 清内路村（単独村制。現・阿智村）
  - 会地村 ← 駒場村、春日村（現・阿智村）
  - 伍和村、智里村（それぞれ単独村制。現・阿智村）
  - 波合村 ← 波合村（現・阿智村）、平谷村（現・平谷村）
  - 根羽村（単独村制。現存）
  - 下條村 ← 睦沢村、陽皐村（現存）
  - 富草村（単独村制。現・阿南町）
  - 大下条村 ← 東条村、西条村、南条村（第2次）、北条村（現・阿南町）
  - 豊村 ← 売木村（現・売木村）、和合村（現・阿南町）
  - 旦開村（単独村制。現・阿南町）
  - 神原村（単独村制。現・天龍村）
  - 平岡村 ← 平岡村、長島村（現・天龍村）
  - 泰阜村（単独村制。現存）
  - 千代村 ← 千代村、千栄村（現・飯田市）
  - 竜江村（単独村制。現・飯田市）
  - 下久堅村 ← 下久堅村、虎岩村（現・飯田市）
  - 上久堅村（単独村制）（現・飯田市）
  - 喬木村（単独村制。現存）
  - 神稲村、河野村（それぞれ単独村制。現・豊丘村）
  - 生田村（単独村制。現・松川町）
  - 大鹿村 ← 大河原村、鹿塩村（現存）
  - 上村、木沢村、和田村、八重河内村、南和田村（それぞれ単独村制。現・飯田市）
- 明治24年（1891年）4月1日 - 郡制を施行。
- 大正12年（1923年）4月1日 - 郡会が廃止。郡役所は存続。
- 大正15年（1926年）7月1日 - 郡役所が廃止。以降は地域区分名称となる。
- 昭和2年（1927年）4月1日 - 下川路村が改称して川路村となる。
- 昭和4年（1929年）4月1日 - 上飯田村が町制施行して上飯田町となる。（2町40村）
- 昭和9年（1934年）4月1日 - 波合村が分割され、一部（浪合）に浪合村、残部（平谷）に平谷村が発足。（2町41村）
- 昭和12年（1937年）4月1日 - 飯田町・上飯田町が合併して飯田市が発足し、郡より離脱。（41村）
- 昭和23年（1948年）7月1日 - 豊村が分割され、一部（売木）に売木村、残部（和合）に和合村が発足。（42村）
- 昭和29年（1954年）4月1日 - 鼎村が町制施行して鼎町となる。（1町41村）
- 昭和30年（1955年）4月1日（1町38村）
  - 和田村・八重河内村・南和田村が合併して遠山村が発足。
  - 神稲村・河野村が合併して豊丘村が発足。
- 昭和31年（1956年）9月30日（2町27村）
  - 大島村が上伊那郡上片桐村と合併して松川町が発足。
  - 座光寺村・松尾村・竜丘村・三穂村・伊賀良村・山本村・下久堅村が飯田市と合併し、改めて飯田市が発足、郡より離脱。
  - 会地村・智里村・伍和村が合併して阿智村が発足。
  - 平岡村・神原村が合併して天龍村が発足。
- 昭和32年（1957年）7月1日（4町22村）
  - 山吹村・市田村が合併して高森町が発足。
  - 大下条村・和合村・旦開村が合併して阿南町が発足。
- 昭和34年（1959年）
  - 4月1日（4町20村）
    - 阿南町・富草村が合併し、改めて阿南町が発足。
    - 生田村が松川町に編入。

  - 8月1日 - 高森町の一部（山吹の一部[注 30]）が松川町に編入。
- 昭和35年（1960年）4月1日 - 遠山村・木沢村が合併して南信濃村が発足。（4町19村）
- 昭和36年（1961年）3月31日 - 川路村が飯田市に編入。（4町18村）
- 昭和39年（1964年）3月31日 - 千代村・竜江村・上久堅村が飯田市に編入。（4町15村）
- 昭和40年（1970年）4月1日 - 上郷村が町制施行して上郷町となる。（5町14村）
- 昭和59年（1984年）12月1日 - 鼎町が飯田市に編入。（4町14村）
- 平成5年（1993年）7月1日 - 上郷町が飯田市に編入。（3町14村）
- 平成17年（2005年）10月1日 - 上村・南信濃村が飯田市に編入。（3町12村）
- 平成18年（2006年）1月1日 - 浪合村が阿智村に編入。（3町11村）
- 平成21年（2009年）3月31日 - 清内路村が阿智村に編入。（3町10村）

### 変遷表
| 明治22年以前 | 明治22年以前 | 明治初年 - 明治6年 | 明治7年 - 明治8年       | 明治9年 - 明治22年                    | 明治9年 - 明治22年                    | 明治22年 4月1日 町村制施行 | 明治22年 - 昭和29年         | 明治22年 - 昭和29年           | 昭和30年 - 昭和64年    | 昭和30年 - 昭和64年          | 平成元年 - 現在              | 現在   |
| ------------ | ------------ | ------------------ | ----------------------- | ------------------------------------- | ------------------------------------- | -------------------------- | --------------------------- | ----------------------------- | ---------------------- | ---------------------------- | ---------------------------- | ------ |
| 和田村       | 和田村       | 和田村             | 明治8年7月29日 遠山村   | 明治15年2月16日 和田村                | 和田村                                | 和田村                     | 和田村                      | 和田村                        | 昭和30年4月1日 遠山村  | 昭和35年4月1日 南信濃村      | 平成17年10月1日 飯田市に編入 | 飯田市 |
| 和田村       | 和田村       | 和田村             | 明治8年7月29日 遠山村   | 明治15年2月16日 和田村                | 明治15年9月7日 分立 南和田村          | 南和田村                   | 南和田村                    | 南和田村                      | 昭和30年4月1日 遠山村  | 昭和35年4月1日 南信濃村      | 平成17年10月1日 飯田市に編入 | 飯田市 |
| 八重河内村   | 八重河内村   | 八重河内村         | 明治8年7月29日 遠山村   | 明治15年2月16日 八重河内村            | 明治15年2月16日 八重河内村            | 八重河内村                 | 八重河内村                  | 八重河内村                    | 昭和30年4月1日 遠山村  | 昭和35年4月1日 南信濃村      | 平成17年10月1日 飯田市に編入 | 飯田市 |
| 木沢村       | 木沢村       | 木沢村             | 明治8年7月29日 遠山村   | 明治15年2月16日 木沢村                | 明治15年2月16日 木沢村                | 木沢村                     | 木沢村                      | 木沢村                        | 木沢村                 | 昭和35年4月1日 南信濃村      | 平成17年10月1日 飯田市に編入 | 飯田市 |
| 上村         | 上村         | 上村               | 明治8年7月29日 遠山村   | 明治14年4月14日 分立 上村             | 明治14年4月14日 分立 上村             | 上村                       | 上村                        | 上村                          | 上村                   | 上村                         | 平成17年10月1日 飯田市に編入 | 飯田市 |
| 別府村       | 別府村       | 別府村             | 明治8年1月23日 上郷村   | 明治14年9月2日 別府村                 | 明治14年9月2日 別府村                 | 上郷村                     | 上郷村                      | 上郷村                        | 上郷村                 | 昭和45年4月1日 町制 上郷町   | 平成5年7月1日 飯田市に編入   | 飯田市 |
| 飯沼村       | 飯沼村       | 飯沼村             | 明治8年1月23日 上郷村   | 明治14年9月2日 飯沼村                 | 明治14年9月2日 飯沼村                 | 上郷村                     | 上郷村                      | 上郷村                        | 上郷村                 | 昭和45年4月1日 町制 上郷町   | 平成5年7月1日 飯田市に編入   | 飯田市 |
| 南条村       | 南条村       | 南条村             | 明治8年1月23日 上郷村   | 明治14年9月2日 飯沼村                 | 明治14年9月2日 飯沼村                 | 上郷村                     | 上郷村                      | 上郷村                        | 上郷村                 | 昭和45年4月1日 町制 上郷町   | 平成5年7月1日 飯田市に編入   | 飯田市 |
| 上黒田村     | 上黒田村     | 上黒田村           | 明治8年1月23日 上郷村   | 明治14年9月2日 黒田村                 | 明治14年9月2日 黒田村                 | 上郷村                     | 上郷村                      | 上郷村                        | 上郷村                 | 昭和45年4月1日 町制 上郷町   | 平成5年7月1日 飯田市に編入   | 飯田市 |
| 下黒田村     | 下黒田村     | 下黒田村           | 明治8年1月23日 上郷村   | 明治14年9月2日 黒田村                 | 明治14年9月2日 黒田村                 | 上郷村                     | 上郷村                      | 上郷村                        | 上郷村                 | 昭和45年4月1日 町制 上郷町   | 平成5年7月1日 飯田市に編入   | 飯田市 |
| 座光寺村     | 座光寺村     | 座光寺村           | 明治8年1月23日 上郷村   | 明治14年9月2日 座光寺村               | 明治14年9月2日 座光寺村               | 座光寺村                   | 座光寺村                    | 座光寺村                      | 昭和31年9月30日 飯田市 | 昭和31年9月30日 飯田市       | 飯田市                       | 飯田市 |
| 一色村       | 一色村       | 一色村             | 明治8年1月23日 鼎村     | 明治14年 分立 稲井村                  | 明治14年 分立 稲井村                  | 鼎村                       | 鼎村                        | 昭和29年4月1日 町制 鼎町      | 鼎町                   | 昭和59年12月1日 飯田市に編入 | 飯田市                       | 飯田市 |
| 名古熊村     | 名古熊村     | 名古熊村           | 明治8年1月23日 鼎村     | 明治14年 分立 稲井村                  | 明治14年 分立 稲井村                  | 鼎村                       | 鼎村                        | 昭和29年4月1日 町制 鼎町      | 鼎町                   | 昭和59年12月1日 飯田市に編入 | 飯田市                       | 飯田市 |
| 山村         | 山村         | 明治5年 山村       | 明治8年1月23日 鼎村     | 鼎村                                  | 鼎村                                  | 鼎村                       | 鼎村                        | 昭和29年4月1日 町制 鼎町      | 鼎町                   | 昭和59年12月1日 飯田市に編入 | 飯田市                       | 飯田市 |
| 柿木島村     | 一部         | 明治5年 山村       | 明治8年1月23日 鼎村     | 鼎村                                  | 鼎村                                  | 鼎村                       | 鼎村                        | 昭和29年4月1日 町制 鼎町      | 鼎町                   | 昭和59年12月1日 飯田市に編入 | 飯田市                       | 飯田市 |
| 柿木島村     | 一部         | 明治5年 島田村     | 明治8年1月23日 松尾村   | 松尾村                                | 松尾村                                | 松尾村                     | 松尾村                      | 松尾村                        | 昭和31年9月30日 飯田市 | 昭和31年9月30日 飯田市       | 飯田市                       | 飯田市 |
| 島田村       |              | 明治5年 島田村     | 明治8年1月23日 松尾村   | 松尾村                                | 松尾村                                | 松尾村                     | 松尾村                      | 松尾村                        | 昭和31年9月30日 飯田市 | 昭和31年9月30日 飯田市       | 飯田市                       | 飯田市 |
| 毛賀村       | 毛賀村       | 毛賀村             | 明治8年1月23日 松尾村   | 明治14年8月12日 分立 毛賀村           | 明治14年8月12日 分立 毛賀村           | 松尾村                     | 松尾村                      | 松尾村                        | 昭和31年9月30日 飯田市 | 昭和31年9月30日 飯田市       | 飯田市                       | 飯田市 |
| 駄科村       | 駄科村       | 駄科村             | 明治8年1月23日 信夫村   | 明治14年7月25日 駄科村                | 明治14年7月25日 駄科村                | 竜丘村                     | 竜丘村                      | 竜丘村                        | 昭和31年9月30日 飯田市 | 昭和31年9月30日 飯田市       | 飯田市                       | 飯田市 |
| 桐林村       | 桐林村       | 桐林村             | 明治8年1月23日 信夫村   | 明治14年7月25日 桐林村                | 明治14年7月25日 桐林村                | 竜丘村                     | 竜丘村                      | 竜丘村                        | 昭和31年9月30日 飯田市 | 昭和31年9月30日 飯田市       | 飯田市                       | 飯田市 |
| 時又村       | 時又村       | 時又村             | 明治8年1月23日 信夫村   | 明治14年7月25日 時又村                | 明治14年7月25日 時又村                | 竜丘村                     | 竜丘村                      | 竜丘村                        | 昭和31年9月30日 飯田市 | 昭和31年9月30日 飯田市       | 飯田市                       | 飯田市 |
| 長野原村     | 長野原村     | 長野原村           | 明治8年1月23日 信夫村   | 明治14年7月25日 長野原村              | 明治14年7月25日 長野原村              | 竜丘村                     | 竜丘村                      | 竜丘村                        | 昭和31年9月30日 飯田市 | 昭和31年9月30日 飯田市       | 飯田市                       | 飯田市 |
| 上川路村     | 上川路村     | 上川路村           | 明治8年1月23日 信夫村   | 明治14年7月25日 上川路村              | 明治14年7月25日 上川路村              | 竜丘村                     | 竜丘村                      | 竜丘村                        | 昭和31年9月30日 飯田市 | 昭和31年9月30日 飯田市       | 飯田市                       | 飯田市 |
| 下川路村     | 下川路村     | 下川路村           | 明治8年1月23日 信夫村   | 明治14年7月25日 下川路村              | 明治14年7月25日 下川路村              | 下川路村                   | 昭和2年4月1日 改称 川路村   | 昭和2年4月1日 改称 川路村     | 川路村                 | 昭和36年3月31日 飯田市に編入 | 飯田市                       | 飯田市 |
| 野池村       | 野池村       | 野池村             | 明治8年1月12日 千代村   | 千代村                                | 千代村                                | 千代村                     | 千代村                      | 千代村                        | 千代村                 | 昭和39年3月31日 飯田市に編入 | 飯田市                       | 飯田市 |
| 芋平村       | 芋平村       | 芋平村             | 明治8年1月12日 千代村   | 千代村                                | 千代村                                | 千代村                     | 千代村                      | 千代村                        | 千代村                 | 昭和39年3月31日 飯田市に編入 | 飯田市                       | 飯田市 |
| 荻坪村       | 荻坪村       | 荻坪村             | 明治8年1月12日 千代村   | 千代村                                | 千代村                                | 千代村                     | 千代村                      | 千代村                        | 千代村                 | 昭和39年3月31日 飯田市に編入 | 飯田市                       | 飯田市 |
| 米川村       | 米川村       | 米川村             | 明治8年1月12日 千代村   | 千代村                                | 千代村                                | 千代村                     | 千代村                      | 千代村                        | 千代村                 | 昭和39年3月31日 飯田市に編入 | 飯田市                       | 飯田市 |
| 田力村       | 田力村       | 田力村             | 明治8年1月12日 千代村   | 千代村                                | 千代村                                | 千代村                     | 千代村                      | 千代村                        | 千代村                 | 昭和39年3月31日 飯田市に編入 | 飯田市                       | 飯田市 |
| 法全寺村     | 法全寺村     | 法全寺村           | 明治8年1月12日 千代村   | 千代村                                | 千代村                                | 千代村                     | 千代村                      | 千代村                        | 千代村                 | 昭和39年3月31日 飯田市に編入 | 飯田市                       | 飯田市 |
| 下村         | 下村         | 下村               | 明治8年1月23日 千栄村   | 千栄村                                | 千栄村                                | 千代村                     | 千代村                      | 千代村                        | 千代村                 | 昭和39年3月31日 飯田市に編入 | 飯田市                       | 飯田市 |
| 毛呂窪村     | 毛呂窪村     | 毛呂窪村           | 明治8年1月23日 千栄村   | 千栄村                                | 千栄村                                | 千代村                     | 千代村                      | 千代村                        | 千代村                 | 昭和39年3月31日 飯田市に編入 | 飯田市                       | 飯田市 |
| 大郡村       | 大郡村       | 大郡村             | 明治8年1月23日 千栄村   | 千栄村                                | 千栄村                                | 千代村                     | 千代村                      | 千代村                        | 千代村                 | 昭和39年3月31日 飯田市に編入 | 飯田市                       | 飯田市 |
| 米峰村       | 一部         | 米峰村             | 明治8年1月23日 千栄村   | 千栄村                                | 千栄村                                | 千代村                     | 千代村                      | 千代村                        | 千代村                 | 昭和39年3月31日 飯田市に編入 | 飯田市                       | 飯田市 |
| 米峰村       | 一部         | 米峰村             | 明治8年1月23日 竜江村   | 竜江村                                | 竜江村                                | 竜江村                     | 竜江村                      | 竜江村                        | 竜江村                 | 昭和39年3月31日 飯田市に編入 | 飯田市                       | 飯田市 |
| 今田村       | 今田村       | 今田村             | 明治8年1月23日 竜江村   | 竜江村                                | 竜江村                                | 竜江村                     | 竜江村                      | 竜江村                        | 竜江村                 | 昭和39年3月31日 飯田市に編入 | 飯田市                       | 飯田市 |
| 尾科村       | 尾科村       | 尾科村             | 明治8年1月23日 竜江村   | 竜江村                                | 竜江村                                | 竜江村                     | 竜江村                      | 竜江村                        | 竜江村                 | 昭和39年3月31日 飯田市に編入 | 飯田市                       | 飯田市 |
| 石林村       | 石林村       | 石林村             | 明治8年1月23日 竜江村   | 竜江村                                | 竜江村                                | 竜江村                     | 竜江村                      | 竜江村                        | 竜江村                 | 昭和39年3月31日 飯田市に編入 | 飯田市                       | 飯田市 |
| 宮沢村       | 宮沢村       | 宮沢村             | 明治8年1月23日 竜江村   | 竜江村                                | 竜江村                                | 竜江村                     | 竜江村                      | 竜江村                        | 竜江村                 | 昭和39年3月31日 飯田市に編入 | 飯田市                       | 飯田市 |
| 尾林村       | 尾林村       | 尾林村             | 明治8年1月23日 竜江村   | 竜江村                                | 竜江村                                | 竜江村                     | 竜江村                      | 竜江村                        | 竜江村                 | 昭和39年3月31日 飯田市に編入 | 飯田市                       | 飯田市 |
| 大屋敷村     | 大屋敷村     | 大屋敷村           | 明治8年1月23日 竜江村   | 竜江村                                | 竜江村                                | 竜江村                     | 竜江村                      | 竜江村                        | 竜江村                 | 昭和39年3月31日 飯田市に編入 | 飯田市                       | 飯田市 |
| 雲毋村       | 雲毋村       | 雲毋村             | 明治8年1月23日 竜江村   | 竜江村                                | 竜江村                                | 竜江村                     | 竜江村                      | 竜江村                        | 竜江村                 | 昭和39年3月31日 飯田市に編入 | 飯田市                       | 飯田市 |
| 安戸村       | 安戸村       | 安戸村             | 明治8年1月23日 竜江村   | 竜江村                                | 竜江村                                | 竜江村                     | 竜江村                      | 竜江村                        | 竜江村                 | 昭和39年3月31日 飯田市に編入 | 飯田市                       | 飯田市 |
| 柏原村       | 柏原村       | 柏原村             | 明治8年1月12日 久堅村   | 明治14年9月9日 上久堅村               | 上久堅村                              | 上久堅村                   | 上久堅村                    | 上久堅村                      | 上久堅村               | 昭和39年3月31日 飯田市に編入 | 飯田市                       | 飯田市 |
| 柏原村山分   | 柏原村山分   | 柏原村山分         | 明治8年1月12日 久堅村   | 明治14年9月9日 上久堅村               | 上久堅村                              | 上久堅村                   | 上久堅村                    | 上久堅村                      | 上久堅村               | 昭和39年3月31日 飯田市に編入 | 飯田市                       | 飯田市 |
| 虎岩村       | 虎岩村       | 虎岩村             | 明治8年1月12日 久堅村   | 明治14年9月9日 上久堅村               | 明治17年5月19日 分立 虎岩村           | 下久堅村                   | 下久堅村                    | 下久堅村                      | 昭和31年9月30日 飯田市 | 昭和31年9月30日 飯田市       | 飯田市                       | 飯田市 |
| 柿野沢村     | 柿野沢村     | 柿野沢村           | 明治8年1月12日 久堅村   | 明治14年9月9日 下久堅村               | 明治14年9月9日 下久堅村               | 下久堅村                   | 下久堅村                    | 下久堅村                      | 昭和31年9月30日 飯田市 | 昭和31年9月30日 飯田市       | 飯田市                       | 飯田市 |
| 知久平村     | 知久平村     | 知久平村           | 明治8年1月12日 久堅村   | 明治14年9月9日 下久堅村               | 明治14年9月9日 下久堅村               | 下久堅村                   | 下久堅村                    | 下久堅村                      | 昭和31年9月30日 飯田市 | 昭和31年9月30日 飯田市       | 飯田市                       | 飯田市 |
| 南原村       | 南原村       | 南原村             | 明治8年1月12日 久堅村   | 明治14年9月9日 下久堅村               | 明治14年9月9日 下久堅村               | 下久堅村                   | 下久堅村                    | 下久堅村                      | 昭和31年9月30日 飯田市 | 昭和31年9月30日 飯田市       | 飯田市                       | 飯田市 |
| 飯田城下     | 飯田城下     | 飯田城下           | 明治8年7月29日 飯田町   | 飯田町                                | 飯田町                                | 飯田町                     | 飯田町                      | 昭和12年4月1日 飯田市         | 昭和31年9月30日 飯田市 | 昭和31年9月30日 飯田市       | 飯田市                       | 飯田市 |
| 上飯田村     | 一部         | 上飯田村           | 明治8年8月8日 上飯田村  | 上飯田村                              | 上飯田村                              | 飯田町                     | 飯田町                      | 昭和12年4月1日 飯田市         | 昭和31年9月30日 飯田市 | 昭和31年9月30日 飯田市       | 飯田市                       | 飯田市 |
| 上飯田村     | 一部を除く   | 上飯田村           | 明治8年8月8日 上飯田村  | 上飯田村                              | 上飯田村                              | 上飯田村                   | 昭和4年4月1日 町制 上飯田町 | 昭和12年4月1日 飯田市         | 昭和31年9月30日 飯田市 | 昭和31年9月30日 飯田市       | 飯田市                       | 飯田市 |
| 大平村       | 大平村       | 大平村             | 明治8年8月8日 上飯田村  | 上飯田村                              | 上飯田村                              | 上飯田村                   | 昭和4年4月1日 町制 上飯田町 | 昭和12年4月1日 飯田市         | 昭和31年9月30日 飯田市 | 昭和31年9月30日 飯田市       | 飯田市                       | 飯田市 |
| 伊豆木村     | 伊豆木村     | 伊豆木村           | 明治8年1月23日 三綱村   | 明治14年8月12日 伊豆木村              | 明治14年8月12日 伊豆木村              | 三穂村                     | 三穂村                      | 三穂村                        | 昭和31年9月30日 飯田市 | 昭和31年9月30日 飯田市       | 飯田市                       | 飯田市 |
| 下瀬村       | 下瀬村       | 下瀬村             | 明治8年1月23日 三綱村   | 明治14年8月12日 下瀬村                | 明治14年8月12日 下瀬村                | 三穂村                     | 三穂村                      | 三穂村                        | 昭和31年9月30日 飯田市 | 昭和31年9月30日 飯田市       | 飯田市                       | 飯田市 |
| 立石村       | 立石村       | 立石村             | 明治8年1月23日 三綱村   | 明治14年8月12日 立石村                | 明治14年8月12日 立石村                | 三穂村                     | 三穂村                      | 三穂村                        | 昭和31年9月30日 飯田市 | 昭和31年9月30日 飯田市       | 飯田市                       | 飯田市 |
| 大瀬木村     | 大瀬木村     | 大瀬木村           | 明治8年1月12日 伊賀良村 | 明治14年8月12日 大瀬木村              | 明治14年8月12日 大瀬木村              | 伊賀良村                   | 伊賀良村                    | 伊賀良村                      | 昭和31年9月30日 飯田市 | 昭和31年9月30日 飯田市       | 飯田市                       | 飯田市 |
| 北方村       | 北方村       | 北方村             | 明治8年1月12日 伊賀良村 | 明治14年8月12日 北方村                | 明治14年8月12日 北方村                | 伊賀良村                   | 伊賀良村                    | 伊賀良村                      | 昭和31年9月30日 飯田市 | 昭和31年9月30日 飯田市       | 飯田市                       | 飯田市 |
| 上殿岡村     | 上殿岡村     | 上殿岡村           | 明治8年1月12日 伊賀良村 | 明治14年8月12日 上殿岡村              | 明治14年8月12日 上殿岡村              | 伊賀良村                   | 伊賀良村                    | 伊賀良村                      | 昭和31年9月30日 飯田市 | 昭和31年9月30日 飯田市       | 飯田市                       | 飯田市 |
| 下殿岡村     | 下殿岡村     | 下殿岡村           | 明治8年1月12日 伊賀良村 | 明治14年8月12日 下殿岡村              | 明治14年8月12日 下殿岡村              | 伊賀良村                   | 伊賀良村                    | 伊賀良村                      | 昭和31年9月30日 飯田市 | 昭和31年9月30日 飯田市       | 飯田市                       | 飯田市 |
| 三日市場村   | 三日市場村   | 三日市場村         | 明治8年1月12日 伊賀良村 | 明治14年8月12日 三日市場村            | 明治14年8月12日 三日市場村            | 伊賀良村                   | 伊賀良村                    | 伊賀良村                      | 昭和31年9月30日 飯田市 | 昭和31年9月30日 飯田市       | 飯田市                       | 飯田市 |
| 中村         | 中村         | 中村               | 明治8年1月12日 伊賀良村 | 明治14年8月12日 中村                  | 明治14年8月12日 中村                  | 伊賀良村                   | 伊賀良村                    | 伊賀良村                      | 昭和31年9月30日 飯田市 | 昭和31年9月30日 飯田市       | 飯田市                       | 飯田市 |
| 山本村       | 山本村       | 山本村             | 明治8年7月29日 米川村   | 明治12年2月13日 山本村                | 明治12年2月13日 山本村                | 山本村                     | 山本村                      | 山本村                        | 昭和31年9月30日 飯田市 | 昭和31年9月30日 飯田市       | 飯田市                       | 飯田市 |
| 久米村       | 久米村       | 久米村             | 明治8年7月29日 米川村   | 明治12年2月13日 久米村                | 明治12年2月13日 久米村                | 山本村                     | 山本村                      | 山本村                        | 昭和31年9月30日 飯田市 | 昭和31年9月30日 飯田市       | 飯田市                       | 飯田市 |
| 竹佐村       | 竹佐村       | 竹佐村             | 明治8年7月29日 米川村   | 明治12年2月13日 竹佐村                | 竹佐村                                | 山本村                     | 山本村                      | 山本村                        | 昭和31年9月30日 飯田市 | 昭和31年9月30日 飯田市       | 飯田市                       | 飯田市 |
| 竹佐村       | 竹佐村       | 竹佐村             | 明治8年7月29日 米川村   | 明治12年2月13日 竹佐村                | 明治16年2月14日 分立 箱川村           | 山本村                     | 山本村                      | 山本村                        | 昭和31年9月30日 飯田市 | 昭和31年9月30日 飯田市       | 飯田市                       | 飯田市 |
| 清内路村     | 清内路村     | 清内路村           | 明治8年7月29日 米川村   | 明治12年2月13日 清内路村              | 明治12年2月13日 清内路村              | 清内路村                   | 清内路村                    | 清内路村                      | 清内路村               | 清内路村                     | 平成21年3月31日 阿智村に編入 | 阿智村 |
| 上中関村     | 上中関村     | 上中関村           | 明治8年1月23日 阿知村   | 明治14年8月12日 春日村                | 明治14年8月12日 春日村                | 会地村                     | 会地村                      | 会地村                        | 昭和31年9月30日 阿智村 | 昭和31年9月30日 阿智村       | 阿智村                       | 阿智村 |
| 中関村       | 中関村       | 中関村             | 明治8年1月23日 阿知村   | 明治14年8月12日 春日村                | 明治14年8月12日 春日村                | 会地村                     | 会地村                      | 会地村                        | 昭和31年9月30日 阿智村 | 昭和31年9月30日 阿智村       | 阿智村                       | 阿智村 |
| 駒場村       | 一部を除く   | 駒場村             | 明治8年1月23日 阿知村   | 明治14年8月12日 駒場村                | 明治14年8月12日 駒場村                | 会地村                     | 会地村                      | 会地村                        | 昭和31年9月30日 阿智村 | 昭和31年9月30日 阿智村       | 阿智村                       | 阿智村 |
| 駒場村       | 一部         | 駒場村             | 明治8年1月23日 阿知村   | 明治14年8月12日 智里村                | 明治14年8月12日 智里村                | 智里村                     | 智里村                      | 智里村                        | 昭和31年9月30日 阿智村 | 昭和31年9月30日 阿智村       | 阿智村                       | 阿智村 |
| 大野分       | 大野分       | 大野分             | 明治8年1月23日 阿知村   | 明治14年8月12日 智里村                | 明治14年8月12日 智里村                | 智里村                     | 智里村                      | 智里村                        | 昭和31年9月30日 阿智村 | 昭和31年9月30日 阿智村       | 阿智村                       | 阿智村 |
| 小野川村     | 小野川村     | 小野川村           | 明治8年1月23日 阿知村   | 明治14年8月12日 智里村                | 明治14年8月12日 智里村                | 智里村                     | 智里村                      | 智里村                        | 昭和31年9月30日 阿智村 | 昭和31年9月30日 阿智村       | 阿智村                       | 阿智村 |
| 昼神村       | 昼神村       | 昼神村             | 明治8年1月23日 阿知村   | 明治14年8月12日 智里村                | 明治14年8月12日 智里村                | 智里村                     | 智里村                      | 智里村                        | 昭和31年9月30日 阿智村 | 昭和31年9月30日 阿智村       | 阿智村                       | 阿智村 |
| 備中原村     | 備中原村     | 備中原村           | 明治8年1月23日 伍和村   | 伍和村                                | 伍和村                                | 伍和村                     | 伍和村                      | 伍和村                        | 昭和31年9月30日 阿智村 | 昭和31年9月30日 阿智村       | 阿智村                       | 阿智村 |
| 向関村       | 向関村       | 向関村             | 明治8年1月23日 伍和村   | 伍和村                                | 伍和村                                | 伍和村                     | 伍和村                      | 伍和村                        | 昭和31年9月30日 阿智村 | 昭和31年9月30日 阿智村       | 阿智村                       | 阿智村 |
| 大鹿倉村     | 大鹿倉村     | 大鹿倉村           | 明治8年1月23日 伍和村   | 伍和村                                | 伍和村                                | 伍和村                     | 伍和村                      | 伍和村                        | 昭和31年9月30日 阿智村 | 昭和31年9月30日 阿智村       | 阿智村                       | 阿智村 |
| 河内村       | 河内村       | 河内村             | 明治8年1月23日 伍和村   | 伍和村                                | 伍和村                                | 伍和村                     | 伍和村                      | 伍和村                        | 昭和31年9月30日 阿智村 | 昭和31年9月30日 阿智村       | 阿智村                       | 阿智村 |
| 栗矢村       | 栗矢村       | 栗矢村             | 明治8年1月23日 伍和村   | 伍和村                                | 伍和村                                | 伍和村                     | 伍和村                      | 伍和村                        | 昭和31年9月30日 阿智村 | 昭和31年9月30日 阿智村       | 阿智村                       | 阿智村 |
| 浪合村       | 浪合村       | 浪合村             | 明治8年7月29日 平波村   | 平波村                                | 明治17年2月9日 浪合村                 | 波合村                     | 昭和9年4月1日 浪合村        | 昭和9年4月1日 浪合村          | 浪合村                 | 浪合村                       | 平成18年1月1日 阿智村に編入  | 阿智村 |
| 平谷村       | 平谷村       | 平谷村             | 明治8年7月29日 平波村   | 平波村                                | 明治17年2月9日 平谷村                 | 波合村                     | 昭和9年4月1日 平谷村        | 昭和9年4月1日 平谷村          | 平谷村                 | 平谷村                       | 平谷村                       | 平谷村 |
| 上市田村     | 上市田村     | 上市田村           | 明治8年1月23日 市田村   | 明治14年8月2日 上市田村               | 明治14年8月2日 上市田村               | 市田村                     | 市田村                      | 市田村                        | 昭和32年7月1日 高森町  | 高森町                       | 高森町                       | 高森町 |
| 下市田村     | 下市田村     | 下市田村           | 明治8年1月23日 市田村   | 明治14年8月2日 下市田村               | 明治14年8月2日 下市田村               | 市田村                     | 市田村                      | 市田村                        | 昭和32年7月1日 高森町  | 高森町                       | 高森町                       | 高森町 |
| 吉田村       | 吉田村       | 吉田村             | 明治8年1月23日 市田村   | 明治14年8月2日 吉田村                 | 明治14年8月2日 吉田村                 | 市田村                     | 市田村                      | 市田村                        | 昭和32年7月1日 高森町  | 高森町                       | 高森町                       | 高森町 |
| 牛牧村       | 牛牧村       | 牛牧村             | 明治8年1月23日 市田村   | 明治14年8月2日 牛牧村                 | 明治14年8月2日 牛牧村                 | 市田村                     | 市田村                      | 市田村                        | 昭和32年7月1日 高森町  | 高森町                       | 高森町                       | 高森町 |
| 出原村       | 出原村       | 出原村             | 明治8年1月23日 市田村   | 明治14年8月2日 出原村                 | 明治14年8月2日 出原村                 | 市田村                     | 市田村                      | 市田村                        | 昭和32年7月1日 高森町  | 高森町                       | 高森町                       | 高森町 |
| 大島山村     | 大島山村     | 大島山村           | 明治8年1月23日 市田村   | 明治14年8月2日 大島山村               | 明治14年8月2日 大島山村               | 市田村                     | 市田村                      | 市田村                        | 昭和32年7月1日 高森町  | 高森町                       | 高森町                       | 高森町 |
| 山吹村       | 山吹村       | 山吹村             | 明治8年1月23日 里見村   | 明治14年9月9日 山吹村                 | 明治14年9月9日 山吹村                 | 山吹村                     | 山吹村                      | 山吹村                        | 昭和32年7月1日 高森町  | 高森町                       | 高森町                       | 高森町 |
| 北駒場村     | 北駒場村     | 北駒場村           | 明治8年1月23日 里見村   | 明治14年9月9日 山吹村                 | 明治14年9月9日 山吹村                 | 山吹村                     | 山吹村                      | 山吹村                        | 昭和32年7月1日 高森町  | 高森町                       | 高森町                       | 高森町 |
| 北駒場村新田 | 北駒場村新田 | 北駒場村新田       | 明治8年1月23日 里見村   | 明治14年9月9日 山吹村                 | 明治14年9月9日 山吹村                 | 山吹村                     | 山吹村                      | 山吹村                        | 昭和32年7月1日 高森町  | 高森町                       | 高森町                       | 高森町 |
| 上平村       | 上平村       | 上平村             | 明治8年1月23日 里見村   | 明治14年9月9日 山吹村                 | 明治14年9月9日 山吹村                 | 山吹村                     | 山吹村                      | 山吹村                        | 昭和32年7月1日 高森町  | 高森町                       | 高森町                       | 高森町 |
| 竜口村       | 一部を除く   | 竜口村             | 明治8年1月23日 里見村   | 明治14年9月9日 山吹村                 | 明治14年9月9日 山吹村                 | 山吹村                     | 山吹村                      | 山吹村                        | 昭和32年7月1日 高森町  | 高森町                       | 高森町                       | 高森町 |
| 竜口村       | 一部         | 竜口村             | 明治8年1月23日 里見村   | 明治14年9月9日 山吹村                 | 明治14年9月9日 山吹村                 | 山吹村                     | 山吹村                      | 山吹村                        | 昭和32年7月1日 高森町  | 昭和34年8月1日 松川町に編入  | 松川町                       | 松川町 |
| 古町村       | 古町村       | 古町村             | 明治8年1月23日 里見村   | 明治14年9月9日 元大島村               | 明治14年9月9日 元大島村               | 大島村                     | 大島村                      | 大島村                        | 昭和31年9月20日 松川町 | 昭和31年9月20日 松川町       | 松川町                       | 松川町 |
| 上新井村     | 上新井村     | 上新井村           | 明治8年1月23日 里見村   | 明治14年9月9日 元大島村               | 明治14年9月9日 元大島村               | 大島村                     | 大島村                      | 大島村                        | 昭和31年9月20日 松川町 | 昭和31年9月20日 松川町       | 松川町                       | 松川町 |
| 名子村       | 一部         | 名子村             | 明治8年1月23日 里見村   | 明治14年9月9日 元大島村               | 明治14年9月9日 元大島村               | 大島村                     | 大島村                      | 大島村                        | 昭和31年9月20日 松川町 | 昭和31年9月20日 松川町       | 松川町                       | 松川町 |
| 名子村       | 一部         | 名子村             | 明治8年1月23日 里見村   | 明治14年9月9日 大島村                 | 明治14年9月9日 大島村                 | 大島村                     | 大島村                      | 大島村                        | 昭和31年9月20日 松川町 | 昭和31年9月20日 松川町       | 松川町                       | 松川町 |
| 上片桐村     | 上片桐村     | 上片桐村           | 明治8年1月23日 片桐村   | 明治14年8月17日 分立 上伊那郡上片桐村 | 明治14年8月17日 分立 上伊那郡上片桐村 | 上伊那郡 上片桐村          | 上片桐村                    | 上片桐村                      | 昭和31年9月20日 松川町 | 昭和31年9月20日 松川町       | 松川町                       | 松川町 |
| 片桐町       | 片桐町       | 片桐町             | 明治8年1月23日 片桐村   | 明治14年8月17日 分立 上伊那郡上片桐村 | 明治14年8月17日 分立 上伊那郡上片桐村 | 上伊那郡 上片桐村          | 上片桐村                    | 上片桐村                      | 昭和31年9月20日 松川町 | 昭和31年9月20日 松川町       | 松川町                       | 松川町 |
| 七久保村     | 一部         | 七久保村           | 明治8年1月23日 片桐村   | 明治14年8月17日 分立 上伊那郡七久保村 | 明治14年8月17日 分立 上伊那郡七久保村 | 上伊那郡 七久保村          | 七久保村                    | 昭和28年2月1日 上片桐村に編入 | 昭和31年9月20日 松川町 | 昭和31年9月20日 松川町       | 松川町                       | 松川町 |
| 部奈村       | 部奈村       | 部奈村             | 明治8年1月23日 生田村   | 生田村                                | 生田村                                | 生田村                     | 生田村                      | 生田村                        | 生田村                 | 昭和34年4月1日 松川町に編入  | 松川町                       | 松川町 |
| 峠分         | 峠分         | 峠分               | 明治8年1月23日 生田村   | 生田村                                | 生田村                                | 生田村                     | 生田村                      | 生田村                        | 生田村                 | 昭和34年4月1日 松川町に編入  | 松川町                       | 松川町 |
| 福与村       | 福与村       | 福与村             | 明治8年1月23日 生田村   | 生田村                                | 生田村                                | 生田村                     | 生田村                      | 生田村                        | 生田村                 | 昭和34年4月1日 松川町に編入  | 松川町                       | 松川町 |
| 長峰柄山分   | 長峰柄山分   | 長峰柄山分         | 明治8年1月23日 生田村   | 生田村                                | 生田村                                | 生田村                     | 生田村                      | 生田村                        | 生田村                 | 昭和34年4月1日 松川町に編入  | 松川町                       | 松川町 |
| 中山分       | 中山分       | 中山分             | 明治8年1月23日 生田村   | 生田村                                | 生田村                                | 生田村                     | 生田村                      | 生田村                        | 生田村                 | 昭和34年4月1日 松川町に編入  | 松川町                       | 松川町 |
| 河野村       | 河野村       | 河野村             | 明治8年1月23日 生田村   | 明治14年11月9日 分立 河野村           | 明治14年11月9日 分立 河野村           | 河野村                     | 河野村                      | 河野村                        | 昭和30年4月1日 豊丘村  | 昭和30年4月1日 豊丘村        | 豊丘村                       | 豊丘村 |
| 林村         | 林村         | 林村               | 明治8年1月23日 神稲村   | 神稲村                                | 神稲村                                | 神稲村                     | 神稲村                      | 神稲村                        | 昭和30年4月1日 豊丘村  | 昭和30年4月1日 豊丘村        | 豊丘村                       | 豊丘村 |
| 田村村       | 田村村       | 田村村             | 明治8年1月23日 神稲村   | 神稲村                                | 神稲村                                | 神稲村                     | 神稲村                      | 神稲村                        | 昭和30年4月1日 豊丘村  | 昭和30年4月1日 豊丘村        | 豊丘村                       | 豊丘村 |
| 供野村       | 供野村       | 供野村             | 明治8年1月23日 神稲村   | 神稲村                                | 神稲村                                | 神稲村                     | 神稲村                      | 神稲村                        | 昭和30年4月1日 豊丘村  | 昭和30年4月1日 豊丘村        | 豊丘村                       | 豊丘村 |
| 福島村       | 福島村       | 福島村             | 明治8年1月23日 神稲村   | 神稲村                                | 神稲村                                | 神稲村                     | 神稲村                      | 神稲村                        | 昭和30年4月1日 豊丘村  | 昭和30年4月1日 豊丘村        | 豊丘村                       | 豊丘村 |
| 壬生沢村     | 壬生沢村     | 壬生沢村           | 明治8年1月23日 神稲村   | 神稲村                                | 神稲村                                | 神稲村                     | 神稲村                      | 神稲村                        | 昭和30年4月1日 豊丘村  | 昭和30年4月1日 豊丘村        | 豊丘村                       | 豊丘村 |
| 売木村       | 売木村       | 売木村             | 明治8年1月12日 旦開村   | 明治14年9月2日 分立 売木村            | 明治14年9月2日 分立 売木村            | 豊村                       | 豊村                        | 昭和23年7月1日 売木村         | 売木村                 | 売木村                       | 売木村                       | 売木村 |
| 和合村       | 和合村       | 和合村             | 明治8年1月12日 旦開村   | 明治14年9月2日 分立 和合村            | 明治14年9月2日 分立 和合村            | 豊村                       | 豊村                        | 昭和23年7月1日 和合村         | 昭和32年7月1日 阿南町  | 昭和34年4月1日 阿南町        | 阿南町                       | 阿南町 |
| 帯川村       | 帯川村       | 帯川村             | 明治8年1月12日 旦開村   | 明治14年9月2日 分立 和合村            | 明治14年9月2日 分立 和合村            | 豊村                       | 豊村                        | 昭和23年7月1日 和合村         | 昭和32年7月1日 阿南町  | 昭和34年4月1日 阿南町        | 阿南町                       | 阿南町 |
| 日吉村       | 日吉村       | 日吉村             | 明治8年1月12日 旦開村   | 明治14年9月2日 分立 和合村            | 明治14年9月2日 分立 和合村            | 豊村                       | 豊村                        | 昭和23年7月1日 和合村         | 昭和32年7月1日 阿南町  | 昭和34年4月1日 阿南町        | 阿南町                       | 阿南町 |
| 新野村       | 新野村       | 新野村             | 明治8年1月12日 旦開村   | 旦開村                                | 旦開村                                | 旦開村                     | 旦開村                      | 旦開村                        | 昭和32年7月1日 阿南町  | 昭和34年4月1日 阿南町        | 阿南町                       | 阿南町 |
| 川田村       | 川田村       | 川田村             | 明治8年1月12日 大下条村 | 明治14年9月9日 東条村                 | 明治14年9月9日 東条村                 | 大下条村                   | 大下条村                    | 大下条村                      | 昭和32年7月1日 阿南町  | 昭和34年4月1日 阿南町        | 阿南町                       | 阿南町 |
| 神子野谷村   | 神子野谷村   | 神子野谷村         | 明治8年1月12日 大下条村 | 明治14年9月9日 東条村                 | 明治14年9月9日 東条村                 | 大下条村                   | 大下条村                    | 大下条村                      | 昭和32年7月1日 阿南町  | 昭和34年4月1日 阿南町        | 阿南町                       | 阿南町 |
| 中谷御供村   | 中谷御供村   | 中谷御供村         | 明治8年1月12日 大下条村 | 明治14年9月9日 東条村                 | 明治14年9月9日 東条村                 | 大下条村                   | 大下条村                    | 大下条村                      | 昭和32年7月1日 阿南町  | 昭和34年4月1日 阿南町        | 阿南町                       | 阿南町 |
| 大森平石村   | 大森平石村   | 大森平石村         | 明治8年1月12日 大下条村 | 明治14年9月9日 東条村                 | 明治14年9月9日 東条村                 | 大下条村                   | 大下条村                    | 大下条村                      | 昭和32年7月1日 阿南町  | 昭和34年4月1日 阿南町        | 阿南町                       | 阿南町 |
| 大平大那木村 | 大平大那木村 | 大平大那木村       | 明治8年1月12日 大下条村 | 明治14年9月9日 東条村                 | 明治14年9月9日 東条村                 | 大下条村                   | 大下条村                    | 大下条村                      | 昭和32年7月1日 阿南町  | 昭和34年4月1日 阿南町        | 阿南町                       | 阿南町 |
| 小野村       | 小野村       | 小野村             | 明治8年1月12日 大下条村 | 明治14年9月9日 西条村                 | 明治14年9月9日 西条村                 | 大下条村                   | 大下条村                    | 大下条村                      | 昭和32年7月1日 阿南町  | 昭和34年4月1日 阿南町        | 阿南町                       | 阿南町 |
| 小中尾村     | 小中尾村     | 小中尾村           | 明治8年1月12日 大下条村 | 明治14年9月9日 西条村                 | 明治14年9月9日 西条村                 | 大下条村                   | 大下条村                    | 大下条村                      | 昭和32年7月1日 阿南町  | 昭和34年4月1日 阿南町        | 阿南町                       | 阿南町 |
| 田上吉田村   | 田上吉田村   | 田上吉田村         | 明治8年1月12日 大下条村 | 明治14年9月9日 西条村                 | 明治14年9月9日 西条村                 | 大下条村                   | 大下条村                    | 大下条村                      | 昭和32年7月1日 阿南町  | 昭和34年4月1日 阿南町        | 阿南町                       | 阿南町 |
| 井戸村       | 井戸村       | 井戸村             | 明治8年1月12日 大下条村 | 明治14年9月9日 西条村                 | 明治14年9月9日 西条村                 | 大下条村                   | 大下条村                    | 大下条村                      | 昭和32年7月1日 阿南町  | 昭和34年4月1日 阿南町        | 阿南町                       | 阿南町 |
| 早稲田村     | 早稲田村     | 早稲田村           | 明治8年1月12日 大下条村 | 明治14年9月9日 西条村                 | 明治14年9月9日 西条村                 | 大下条村                   | 大下条村                    | 大下条村                      | 昭和32年7月1日 阿南町  | 昭和34年4月1日 阿南町        | 阿南町                       | 阿南町 |
| 平久大窪村   | 平久大窪村   | 平久大窪村         | 明治8年1月12日 大下条村 | 明治14年9月9日 南条村                 | 明治14年9月9日 南条村                 | 大下条村                   | 大下条村                    | 大下条村                      | 昭和32年7月1日 阿南町  | 昭和34年4月1日 阿南町        | 阿南町                       | 阿南町 |
| 和知野村     | 和知野村     | 和知野村           | 明治8年1月12日 大下条村 | 明治14年9月9日 南条村                 | 明治14年9月9日 南条村                 | 大下条村                   | 大下条村                    | 大下条村                      | 昭和32年7月1日 阿南町  | 昭和34年4月1日 阿南町        | 阿南町                       | 阿南町 |
| 深見村       | 深見村       | 深見村             | 明治8年1月12日 大下条村 | 明治14年9月9日 北条村                 | 明治14年9月9日 北条村                 | 大下条村                   | 大下条村                    | 大下条村                      | 昭和32年7月1日 阿南町  | 昭和34年4月1日 阿南町        | 阿南町                       | 阿南町 |
| 千木村       | 千木村       | 千木村             | 明治8年1月12日 大下条村 | 明治14年9月9日 北条村                 | 明治14年9月9日 北条村                 | 大下条村                   | 大下条村                    | 大下条村                      | 昭和32年7月1日 阿南町  | 昭和34年4月1日 阿南町        | 阿南町                       | 阿南町 |
| 梅田村       | 梅田村       | 梅田村             | 明治8年1月12日 富草村   | 富草村                                | 富草村                                | 富草村                     | 富草村                      | 富草村                        | 富草村                 | 昭和34年4月1日 阿南町        | 阿南町                       | 阿南町 |
| 鴨目村       | 鴨目村       | 鴨目村             | 明治8年1月12日 富草村   | 富草村                                | 富草村                                | 富草村                     | 富草村                      | 富草村                        | 富草村                 | 昭和34年4月1日 阿南町        | 阿南町                       | 阿南町 |
| 大島村       | 大島村       | 大島村             | 明治8年1月12日 富草村   | 富草村                                | 富草村                                | 富草村                     | 富草村                      | 富草村                        | 富草村                 | 昭和34年4月1日 阿南町        | 阿南町                       | 阿南町 |
| 恩沢村       | 恩沢村       | 恩沢村             | 明治8年1月12日 富草村   | 富草村                                | 富草村                                | 富草村                     | 富草村                      | 富草村                        | 富草村                 | 昭和34年4月1日 阿南町        | 阿南町                       | 阿南町 |
| 大平村       | 大平村       | 大平村             | 明治8年1月12日 富草村   | 富草村                                | 富草村                                | 富草村                     | 富草村                      | 富草村                        | 富草村                 | 昭和34年4月1日 阿南町        | 阿南町                       | 阿南町 |
| 雲雀沢村     | 雲雀沢村     | 雲雀沢村           | 明治8年1月12日 富草村   | 富草村                                | 富草村                                | 富草村                     | 富草村                      | 富草村                        | 富草村                 | 昭和34年4月1日 阿南町        | 阿南町                       | 阿南町 |
| 粟野村       | 粟野村       | 粟野村             | 明治8年1月12日 富草村   | 富草村                                | 富草村                                | 富草村                     | 富草村                      | 富草村                        | 富草村                 | 昭和34年4月1日 阿南町        | 阿南町                       | 阿南町 |
| 新木田村     | 新木田村     | 新木田村           | 明治8年1月12日 富草村   | 富草村                                | 富草村                                | 富草村                     | 富草村                      | 富草村                        | 富草村                 | 昭和34年4月1日 阿南町        | 阿南町                       | 阿南町 |
| 浅野村       | 浅野村       | 浅野村             | 明治8年1月12日 富草村   | 富草村                                | 富草村                                | 富草村                     | 富草村                      | 富草村                        | 富草村                 | 昭和34年4月1日 阿南町        | 阿南町                       | 阿南町 |
| 鷲巣村       | 鷲巣村       | 鷲巣村             | 明治8年1月12日 富草村   | 富草村                                | 富草村                                | 富草村                     | 富草村                      | 富草村                        | 富草村                 | 昭和34年4月1日 阿南町        | 阿南町                       | 阿南町 |
| 門原村       | 門原村       | 門原村             | 明治8年1月12日 富草村   | 富草村                                | 富草村                                | 富草村                     | 富草村                      | 富草村                        | 富草村                 | 昭和34年4月1日 阿南町        | 阿南町                       | 阿南町 |
| 古城村       | 古城村       | 古城村             | 明治8年1月12日 富草村   | 富草村                                | 富草村                                | 富草村                     | 富草村                      | 富草村                        | 富草村                 | 昭和34年4月1日 阿南町        | 阿南町                       | 阿南町 |
| 根羽村       | 根羽村       | 根羽村             | 明治8年1月23日 根羽村   | 根羽村                                | 根羽村                                | 根羽村                     | 根羽村                      | 根羽村                        | 根羽村                 | 根羽村                       | 根羽村                       | 根羽村 |
| 月瀬村       | 月瀬村       | 月瀬村             | 明治8年1月23日 根羽村   | 根羽村                                | 根羽村                                | 根羽村                     | 根羽村                      | 根羽村                        | 根羽村                 | 根羽村                       | 根羽村                       | 根羽村 |
| 小松原村     | 小松原村     | 小松原村           | 明治8年1月23日 睦沢村   | 睦沢村                                | 睦沢村                                | 下條村                     | 下條村                      | 下條村                        | 下條村                 | 下條村                       | 下條村                       | 下條村 |
| 大久保村     | 大久保村     | 大久保村           | 明治8年1月23日 睦沢村   | 睦沢村                                | 睦沢村                                | 下條村                     | 下條村                      | 下條村                        | 下條村                 | 下條村                       | 下條村                       | 下條村 |
| 粒良脇村     | 粒良脇村     | 粒良脇村           | 明治8年1月23日 睦沢村   | 睦沢村                                | 睦沢村                                | 下條村                     | 下條村                      | 下條村                        | 下條村                 | 下條村                       | 下條村                       | 下條村 |
| 阿知原村     | 阿知原村     | 阿知原村           | 明治8年1月23日 睦沢村   | 睦沢村                                | 睦沢村                                | 下條村                     | 下條村                      | 下條村                        | 下條村                 | 下條村                       | 下條村                       | 下條村 |
| 親田村       | 親田村       | 親田村             | 明治8年1月23日 睦沢村   | 睦沢村                                | 睦沢村                                | 下條村                     | 下條村                      | 下條村                        | 下條村                 | 下條村                       | 下條村                       | 下條村 |
| 山田河内村   | 一部を除く   | 山田河内村         | 明治8年1月23日 睦沢村   | 睦沢村                                | 睦沢村                                | 下條村                     | 下條村                      | 下條村                        | 下條村                 | 下條村                       | 下條村                       | 下條村 |
| 山田河内村   | 一部         | 山田河内村         | 明治8年1月23日 陽皐村   | 陽皐村                                | 陽皐村                                | 下條村                     | 下條村                      | 下條村                        | 下條村                 | 下條村                       | 下條村                       | 下條村 |
| 入野村       | 入野村       | 入野村             | 明治8年1月23日 陽皐村   | 陽皐村                                | 陽皐村                                | 下條村                     | 下條村                      | 下條村                        | 下條村                 | 下條村                       | 下條村                       | 下條村 |
| 吉岡村       | 吉岡村       | 吉岡村             | 明治8年1月23日 陽皐村   | 陽皐村                                | 陽皐村                                | 下條村                     | 下條村                      | 下條村                        | 下條村                 | 下條村                       | 下條村                       | 下條村 |
| 菅野村       | 菅野村       | 菅野村             | 明治8年1月23日 陽皐村   | 陽皐村                                | 陽皐村                                | 下條村                     | 下條村                      | 下條村                        | 下條村                 | 下條村                       | 下條村                       | 下條村 |
| 仁王関村     | 仁王関村     | 仁王関村           | 明治8年1月23日 陽皐村   | 陽皐村                                | 陽皐村                                | 下條村                     | 下條村                      | 下條村                        | 下條村                 | 下條村                       | 下條村                       | 下條村 |
| 合原村       | 合原村       | 合原村             | 明治8年1月23日 陽皐村   | 陽皐村                                | 陽皐村                                | 下條村                     | 下條村                      | 下條村                        | 下條村                 | 下條村                       | 下條村                       | 下條村 |
| 北又村       | 北又村       | 北又村             | 明治8年1月23日 陽皐村   | 陽皐村                                | 陽皐村                                | 下條村                     | 下條村                      | 下條村                        | 下條村                 | 下條村                       | 下條村                       | 下條村 |
| 鎮西野村     | 鎮西野村     | 鎮西野村           | 明治8年1月23日 陽皐村   | 陽皐村                                | 陽皐村                                | 下條村                     | 下條村                      | 下條村                        | 下條村                 | 下條村                       | 下條村                       | 下條村 |
| 下新井村     | 下新井村     | 下新井村           | 明治8年1月23日 陽皐村   | 陽皐村                                | 陽皐村                                | 下條村                     | 下條村                      | 下條村                        | 下條村                 | 下條村                       | 下條村                       | 下條村 |
| 福島村       | 福島村       | 福島村             | 明治8年1月12日 神原村   | 神原村                                | 神原村                                | 神原村                     | 神原村                      | 神原村                        | 昭和31年9月30日 天龍村 | 昭和31年9月30日 天龍村       | 天龍村                       | 天龍村 |
| 坂部村       | 坂部村       | 坂部村             | 明治8年1月12日 神原村   | 神原村                                | 神原村                                | 神原村                     | 神原村                      | 神原村                        | 昭和31年9月30日 天龍村 | 昭和31年9月30日 天龍村       | 天龍村                       | 天龍村 |
| 向方村       | 向方村       | 向方村             | 明治8年1月12日 神原村   | 神原村                                | 神原村                                | 神原村                     | 神原村                      | 神原村                        | 昭和31年9月30日 天龍村 | 昭和31年9月30日 天龍村       | 天龍村                       | 天龍村 |
| 長沼松島村   | 長沼松島村   | 長沼松島村         | 明治8年1月12日 神原村   | 神原村                                | 明治16年11月10日 分立 長島村          | 平岡村                     | 平岡村                      | 平岡村                        | 昭和31年9月30日 天龍村 | 昭和31年9月30日 天龍村       | 天龍村                       | 天龍村 |
| 満島村       | 満島村       | 満島村             | 明治8年1月12日 平岡村   | 平岡村                                | 平岡村                                | 平岡村                     | 平岡村                      | 平岡村                        | 昭和31年9月30日 天龍村 | 昭和31年9月30日 天龍村       | 天龍村                       | 天龍村 |
| 鶯巣村       | 鶯巣村       | 鶯巣村             | 明治8年1月12日 平岡村   | 平岡村                                | 平岡村                                | 平岡村                     | 平岡村                      | 平岡村                        | 昭和31年9月30日 天龍村 | 昭和31年9月30日 天龍村       | 天龍村                       | 天龍村 |
| 南山村       | 南山村       | 南山村             | 明治8年1月23日 泰阜村   | 泰阜村                                | 泰阜村                                | 泰阜村                     | 泰阜村                      | 泰阜村                        | 泰阜村                 | 泰阜村                       | 泰阜村                       | 泰阜村 |
| 唐笠村       | 唐笠村       | 唐笠村             | 明治8年1月23日 泰阜村   | 泰阜村                                | 泰阜村                                | 泰阜村                     | 泰阜村                      | 泰阜村                        | 泰阜村                 | 泰阜村                       | 泰阜村                       | 泰阜村 |
| 金野村       | 金野村       | 金野村             | 明治8年1月23日 泰阜村   | 泰阜村                                | 泰阜村                                | 泰阜村                     | 泰阜村                      | 泰阜村                        | 泰阜村                 | 泰阜村                       | 泰阜村                       | 泰阜村 |
| 怒田村       | 怒田村       | 怒田村             | 明治8年1月23日 泰阜村   | 泰阜村                                | 泰阜村                                | 泰阜村                     | 泰阜村                      | 泰阜村                        | 泰阜村                 | 泰阜村                       | 泰阜村                       | 泰阜村 |
| 左京村       | 左京村       | 左京村             | 明治8年1月23日 泰阜村   | 泰阜村                                | 泰阜村                                | 泰阜村                     | 泰阜村                      | 泰阜村                        | 泰阜村                 | 泰阜村                       | 泰阜村                       | 泰阜村 |
| 平島田村     | 平島田村     | 平島田村           | 明治8年1月23日 泰阜村   | 泰阜村                                | 泰阜村                                | 泰阜村                     | 泰阜村                      | 泰阜村                        | 泰阜村                 | 泰阜村                       | 泰阜村                       | 泰阜村 |
| 鍬不取村     | 鍬不取村     | 鍬不取村           | 明治8年1月23日 泰阜村   | 泰阜村                                | 泰阜村                                | 泰阜村                     | 泰阜村                      | 泰阜村                        | 泰阜村                 | 泰阜村                       | 泰阜村                       | 泰阜村 |
| 平野村       | 平野村       | 平野村             | 明治8年1月23日 泰阜村   | 泰阜村                                | 泰阜村                                | 泰阜村                     | 泰阜村                      | 泰阜村                        | 泰阜村                 | 泰阜村                       | 泰阜村                       | 泰阜村 |
| 田野口村     | 田野口村     | 田野口村           | 明治8年1月23日 泰阜村   | 泰阜村                                | 泰阜村                                | 泰阜村                     | 泰阜村                      | 泰阜村                        | 泰阜村                 | 泰阜村                       | 泰阜村                       | 泰阜村 |
| 柿野村       | 柿野村       | 柿野村             | 明治8年1月23日 泰阜村   | 泰阜村                                | 泰阜村                                | 泰阜村                     | 泰阜村                      | 泰阜村                        | 泰阜村                 | 泰阜村                       | 泰阜村                       | 泰阜村 |
| 明島村       | 明島村       | 明島村             | 明治8年1月23日 泰阜村   | 泰阜村                                | 泰阜村                                | 泰阜村                     | 泰阜村                      | 泰阜村                        | 泰阜村                 | 泰阜村                       | 泰阜村                       | 泰阜村 |
| 門島村       | 門島村       | 門島村             | 明治8年1月23日 泰阜村   | 泰阜村                                | 泰阜村                                | 泰阜村                     | 泰阜村                      | 泰阜村                        | 泰阜村                 | 泰阜村                       | 泰阜村                       | 泰阜村 |
| 打沢村       | 打沢村       | 打沢村             | 明治8年1月23日 泰阜村   | 泰阜村                                | 泰阜村                                | 泰阜村                     | 泰阜村                      | 泰阜村                        | 泰阜村                 | 泰阜村                       | 泰阜村                       | 泰阜村 |
| 黒見村       | 黒見村       | 黒見村             | 明治8年1月23日 泰阜村   | 泰阜村                                | 泰阜村                                | 泰阜村                     | 泰阜村                      | 泰阜村                        | 泰阜村                 | 泰阜村                       | 泰阜村                       | 泰阜村 |
| 高町村       | 高町村       | 高町村             | 明治8年1月23日 泰阜村   | 泰阜村                                | 泰阜村                                | 泰阜村                     | 泰阜村                      | 泰阜村                        | 泰阜村                 | 泰阜村                       | 泰阜村                       | 泰阜村 |
| 稲伏戸村     | 稲伏戸村     | 稲伏戸村           | 明治8年1月23日 泰阜村   | 泰阜村                                | 泰阜村                                | 泰阜村                     | 泰阜村                      | 泰阜村                        | 泰阜村                 | 泰阜村                       | 泰阜村                       | 泰阜村 |
| 万場村       | 万場村       | 万場村             | 明治8年1月23日 泰阜村   | 泰阜村                                | 泰阜村                                | 泰阜村                     | 泰阜村                      | 泰阜村                        | 泰阜村                 | 泰阜村                       | 泰阜村                       | 泰阜村 |
| 富田村       | 富田村       | 富田村             | 明治8年1月23日 喬木村   | 喬木村                                | 喬木村                                | 喬木村                     | 喬木村                      | 喬木村                        | 喬木村                 | 喬木村                       | 喬木村                       | 喬木村 |
| 加々須村     | 加々須村     | 加々須村           | 明治8年1月23日 喬木村   | 喬木村                                | 喬木村                                | 喬木村                     | 喬木村                      | 喬木村                        | 喬木村                 | 喬木村                       | 喬木村                       | 喬木村 |
| 阿島村       | 阿島村       | 阿島村             | 明治8年1月23日 喬木村   | 喬木村                                | 喬木村                                | 喬木村                     | 喬木村                      | 喬木村                        | 喬木村                 | 喬木村                       | 喬木村                       | 喬木村 |
| 小川村       | 小川村       | 小川村             | 明治8年1月23日 喬木村   | 喬木村                                | 喬木村                                | 喬木村                     | 喬木村                      | 喬木村                        | 喬木村                 | 喬木村                       | 喬木村                       | 喬木村 |
| 伊久間村     | 伊久間村     | 伊久間村           | 明治8年1月23日 喬木村   | 喬木村                                | 喬木村                                | 喬木村                     | 喬木村                      | 喬木村                        | 喬木村                 | 喬木村                       | 喬木村                       | 喬木村 |
| 大河原村     | 大河原村     | 大河原村           | 明治8年1月23日 大鹿村   | 大鹿村                                | 明治15年4月15日 大河原村              | 大鹿村                     | 大鹿村                      | 大鹿村                        | 大鹿村                 | 大鹿村                       | 大鹿村                       | 大鹿村 |
| 鹿塩村       | 鹿塩村       | 鹿塩村             | 明治8年1月23日 大鹿村   | 大鹿村                                | 明治15年4月15日 鹿塩村                | 大鹿村                     | 大鹿村                      | 大鹿村                        | 大鹿村                 | 大鹿村                       | 大鹿村                       | 大鹿村 |

## 行政
歴代郡長
| 代 | 氏名       | 就任年月日               | 退任年月日                | 備考                   |
| -- | ---------- | ------------------------ | ------------------------- | ---------------------- |
| 1  | 船越重舒   | 明治12年（1879年）1月4日 |                           |                        |
| 2  | 渡辺猶人   | 明治15年（1882年）6月    |                           |                        |
| 3  | 金井清志   | 明治16年（1883年）11月   |                           |                        |
| 4  | 伊谷脩     | 明治19年（1886年）8月    |                           |                        |
| 5  | 平野侯次郎 | 明治23年（1890年）10月   |                           |                        |
| 6  | 筧朴郎     | 明治30年（1897年）12月   |                           |                        |
| 7  | 斎藤曹輔   | 明治32年（1899年）5月    |                           |                        |
| 8  | 大塚広     | 明治34年（1901年）7月    |                           |                        |
| 9  | 紀浦次郎   | 明治36年（1903年）4月    |                           |                        |
| 10 | 浜音之助   | 明治37年（1904年）12月   |                           |                        |
| 11 | 河村備衛   | 明治40年（1907年）4月    |                           |                        |
| 12 | 小西吉太郎 | 明治44年（1911年）9月    |                           |                        |
| 13 | 石川斧太郎 | 大正3年（1914年）3月     |                           |                        |
| 14 | 鈴沢卯吉   | 大正5年（1916年）11月    |                           |                        |
| 15 | 臼田松太郎 | 大正10年（1921年）3月    | 大正15年（1926年）6月30日 | 郡役所廃止により、廃官 |